# Liste der Baudenkmäler in Nonnenhorn
Auf dieser Seite sind die Baudenkmäler in der schwäbischen Gemeinde Nonnenhorn zusammengestellt. Diese Tabelle ist eine Teilliste der Liste der Baudenkmäler in Bayern. Grundlage ist die Bayerische Denkmalliste, die auf Basis des Bayerischen Denkmalschutzgesetzes vom 1. Oktober 1973 erstmals erstellt wurde und seither durch das Bayerische Landesamt für Denkmalpflege geführt wird. Die folgenden Angaben ersetzen nicht die rechtsverbindliche Auskunft der Denkmalschutzbehörde.

## Ensembles

### Ensemble Kapellenplatz
Der alte Weinbauern- und Fischerort am Bodensee-Ufer, der wohl bei einem mittelalterlichen Frauenkloster entstanden ist, hat mit dem kleinen hofartigen Platz vor der spätgotischen Alten Kapelle St. Jakob d. Ä. seinen historischen Ortsmittelpunkt in eindrucksvoller Weise bewahrt. Den Rechteckplatz, dessen Umbauung sich für den Durchlass der alten Uferstraße nur wenig öffnet, fassen die Nordwestfront der von einem barocken Dachreiter bekrönten Kapelle und drei zweigeschossige Gebäude ein, deren Portale die Entstehungszeiten 1795, 1803 und 1833 ausweisen. Es handelt sich um Putzbauten mit Sattel- und Mansardwalmdächern, die an der Nordostseite giebelständig, an der gegenüberliegenden traufständig zum Platz stehen und die eine alteingesessene Weinhandlung und eine Gaststätte im Haus Am Kapellenplatz Nr. 2 und eine in Nr. 3 beherbergen. Zum ungestört-malerischen Bild des Platzes tragen ein eiserner Brunnen von 1863, ein Gedenkstein an die Vereisung des Bodensees 1880, zwei alte Bäume und Einblicke in die westlichen Hausgärten bei. Aktennummer: E-7-76-120-1.

## Baudenkmäler

### Innerhalb des Ensembles
| Lage                                         | Objekt                                                         | Beschreibung | Akten-Nr.    | Bild                                                           |
| -------------------------------------------- | -------------------------------------------------------------- | --- | ------------ | -------------------------------------------------------------- |
| Kapellenplatz 1, Mauthausstraße 2 (Standort) | Wohnhaus                                                       | Zweigeschossiges Eckhaus mit Mansardwalmdach und Weinkelleranlagen, Portal bezeichnet mit „1833“.               | D-7-76-120-1 | BW                                                             |
| Kapellenplatz 1 (Standort)                   | Brunnen mit gusseisernem Trog und Pfeiler                      | Bezeichnet mit „1863“.                                                                                          | D-7-76-120-5 | BW                                                             |
| Kapellenplatz 2 (Standort)                   | Ehemaliges Wohnhaus                                            | Langgestreckter zweigeschossiger Satteldachbau mit seitlichem Anbau, Portal bezeichnet mit „1795“.              | D-7-76-120-2 | BW                                                             |
| Kapellenplatz 3 (Standort)                   | Gasthaus zur Kapelle                                           | Zweigeschossiger Satteldachbau mit großem Zwerchhaus, Portal bezeichnet mit „1803“.                             | D-7-76-120-3 | Gasthaus zur Kapelle                                           |
| Kapellenplatz 4 (Standort)                   | Katholische Kapelle St. Jacobus der Ältere                     | Rechteckbau mit eingezogenem, dreiseitig geschlossenem Chor, 15. Jahrhundert, Dachreiter 1690; mit Ausstattung. | D-7-76-120-4 | weitere Bilder                                                 |
| Kapellenplatz 4 (Standort)                   | Seegfrörne-Gedenkstein zur Erinnerung an die Seevereisung 1880 | | D-7-76-120-6 | Seegfrörne-Gedenkstein zur Erinnerung an die Seevereisung 1880 |

### Außerhalb des Ensembles
| Lage                                  | Objekt                                                 | Beschreibung | Akten-Nr.     | Bild           |
| ------------------------------------- | ------------------------------------------------------ | --- | ------------- | -------------- |
| Am Lerchentorkel (Standort)           | Bildstock                                              | 18. Jahrhundert | D-7-76-120-17 | BW             |
| Am Lerchentorkel (Standort)           | Bildstock                                              | 18. Jahrhundert | D-7-76-120-21 | BW             |
| Bahnhofstraße 5 (Standort)            | Stationsgebäude der Bahnstrecke Friedrichshafen–Lindau | zweigeschossiger Klinkerbau mit Krüppelwalmdach, Segmentbogenöffnungen und Sohlbankgesims, 1899 | D-7-76-120-30 | BW             |
| Conrad-Forster-Straße 9 (Standort)    | Ehemaliges Schulhaus, jetzt Rathaus                    | Zweigeschossiger Walmdachbau, bezeichnet mit „1811“. | D-7-76-120-7  | BW             |
| Conrad-Forster-Straße 14 (Standort)   | Wegweiser aus Gusseisen                                | Um 1870. | D-7-76-120-8  | BW             |
| Conrad-Forster-Straße 21 a (Standort) | Torggel                                                | Erdgeschossiger Holzbau mit Satteldach, 1591; mit technischen Einrichtungen | D-7-76-120-9  | weitere Bilder |
| Conrad-Forster-Straße 26 (Standort)   | Wohnhaus                                               | Zweigeschossiger Bau mit vorstehendem Flachsatteldach und spätklassizistischer Fassadengliederung, bezeichnet mit „1868“ | D-7-76-120-10 | Wohnhaus       |
| Conrad-Forster-Straße 44 (Standort)   | Bildstock                                              | 17./18. Jahrhundert | D-7-76-120-11 | BW             |
| Im Schneckenwinkel 10 (Standort)      | Bildstock                                              | 18. Jahrhundert | D-7-76-120-13 | BW             |
| Seestraße 2, Uferstraße 1 (Standort)  | Wohnhaus                                               | Erdgeschossig mit Mansarddach und Flacherker, Ende 18. Jahrhundert. | D-7-76-120-15 | BW             |
| Seestraße 6 (Standort)                | Kleinbauernhaus                                        | Eingeschossiger verkleideter Fachwerkständerbau mit Satteldach, im Kern 1671 (dendrochronologisch datiert) mit späteren Umbauten, hoher Zwerchhausgiebel um 1900; zugehörig ehemaliges Backhaus, wohl gleichzeitig                                  | D-7-76-120-26 | BW             |
| Seestraße 15 (Standort)               | Gasthaus zum Engel                                     | Zweigeschossiger Satteldachbau mit steilem Giebel, 1617 | D-7-76-120-16 | BW             |
| Uferstraße 5 (Standort)               | Bildstock                                              | 18. Jahrhundert | D-7-76-120-18 | BW             |
| Uferstraße 8 (Standort)               | Wohnhaus                                               | Erdgeschossig mit Mansarddach und hohem Kellergeschoss, bezeichnet mit „1786“. | D-7-76-120-19 | BW             |
| Uferstraße 9 (Standort)               | Ehemaliges Weinbauernhaus                              | Zweigeschossiger Satteldachbau mit Fachwerk-Obergeschoss, Tür bezeichnet mit „1794“. | D-7-76-120-20 | BW             |
| Uferstraße 39, 41 (Standort)          | Wohnhaus                                               | eingeschossiger Putzbau mit Mansardgiebeldach und Zwerchhaus, über bossiertem Sockelgeschoss, im Reformstil, für Richard Silberhorn, wohl von Joseph Bichlmeier, vor 1914; Bootshaus, eingeschossiger Ständerbau mit Fußwalmdach, wohl gleichzeitig | D-7-76-120-29 | BW             |
| Wasserburger Straße 38 (Standort)     | Villa der Gründerzeit                                  | Zweigeschossiger Satteldachbau mit Zierfachwerk und Belvedere-Turm, 1901 | D-7-76-120-25 | BW             |
| Wasserburger Straße 40 (Standort)     | Bildstock                                              | 18. Jahrhundert | D-7-76-120-22 | BW             |
| nordöstlich des Friedhofs (Standort)  | Bildstock                                              | 18. Jahrhundert | D-7-76-120-23 | BW             |